# Gdańsk
Gdańsk (în cașubă Gduńsk; pronunție în poloneză [ˈɡdaɲsk] ⓘ; în germană Danzig) este un municipiu în Polonia, situat în partea de nord a Poloniei, reședința voievodatului Pomerania și unul dintre cele mai mari porturi ale țării.
Orașul are mare importanță atât pentru istoria poloneză cât și pentru cea germană. Din 1361 până la desființarea Ligii Hanseatice în 1669, a făcut parte din această alianță comercială. A servit ca principalul port maritim al Poloniei și a fost cel mai mare oraș polonez în secolele XV-XVII. În 1793, în cadrul celei de-a doua împărțire a Poloniei, orașul a fost anexat de Prusia, care a devenit apoi Imperiul German. După înfrângerea acestuia în Primul Război Mondial, Gdańsk a fost un oraș-stat denumit Orașul Liber Danzig sub protecția Ligii Națiunilor, din 1920 până în 1939. La 1 septembrie 1939, a fost scena primei ciocniri a celui de-al Doilea Război Mondial la Westerplatte. Orașul contemporan a fost modelat de schimbări de graniță, expulzări și noi așezări după 1945, când orașul a devenit parte din Polonia. În prezent face parte din aglomerația urbană Trójmiasto. Din punct de vedere etnografic, este considerat drept capitala Cașubiei.
Orașul este situat pe coasta sud-vestică a Golfului Gdańsk, o parte a Mării Baltice, la gurile de vărsare ale râurilor Motława și Leniwka (ce fac parte din delta fluviului Vistula), și formează o conurbație cu municipiile Sopot și Gdynia și cu comunele suburbane, având în 2008 o populație estimată de 866.613 de locuitori. Municipiul propriu are o populație de 456.658, aflându-se pe poziția șase din țară, și suprafață de 261,62 km², aflându-se pe poziția șapte. Zona urbană a orașului este unul dintre cele mai importante centre industriale, comerciale și maritime.
Municipiul este cunoscut datorită nașterii mișcării politice „Solidaritatea”, care, sub conducerea unuia dintre locuitorii orașului, Lech Wałęsa, a fost una dintre cauzele căderii comunismului în Europa Centrală și de Est în 1989. Este și locul nașterii lui Günter Grass, laureat al Premiului Nobel pentru Literatură, care în „Danziger Trilogie” a tematizat orașul său natal.
Powiat gdański, unitatea administrativă vecină, deși își trage numele de la orașul Gdańsk (gdański fiind adjectivul format de numele propriu), își are reședința în orașul Pruszcz Gdański.

## Nume
Se presupune că numele orașului vine de la râul Gdania, numele original al Motławei, care străbate orașul. Atât Gdania, cât și Gdańsk, probabil, au derivat din numele gotic al regiunii, care a fost Gothiscandza, dar această idee a fost pusă de mai multe ori sub semnul întrebării. Ca și alte orașe din Europa Centrală, Gdańsk a avut multe denumiri în cursul istoriei sale. Numele cașubian este Gduńsk.
În latina medievală, i se zicea: Gedania, Gedanum ori Dantiscum.
Din Danzig, numele german al orașului, este derivată și denumirea din neerlandeză Danswijk.

## Monumente
- Bazilica "Sfânta Maria" (secolul al XIV-lea)
- Turnul Primăriei
- Capela Regală
- Biserica dominicană "Sf. Nicolae"
- Fortăreața Wisłoujście

## Istorie
De-a lungul anilor, localitatea a fost parte a:
- 997–1308:   Regatul Poloniei
- 1308–1454:  Ordinul Teutonic
- 1454–1466: Războiul de Treisprezece Ani
- 1466–1569:  Regatul Poloniei
- 1569–1793:  Uniunea statală polono-lituaniană
- 1793–1807:  Prusia
- 1807–1814:  Orașul Liber Danzig
- 1815–1871:  Prusia
- 1871–1918:  Imperiul German
- 1918–1920:  Republica de la Weimar
- 1920–1939:  Orașul Liber Danzig
- 1939–1945:  Germania Nazistă
- 1945–1952:  Polonia
- 1952–1989:  Republica Populară Polonă
- 1989–prezent:  Polonia

## Personalități
- Johannes Hevelius / Jan Heweliusz (1611-1687), brasier, consilier, primar și astronom
- Helga Haase (1934-1989), patinatoare stabilită în RDG
- Günter Grass (1927-2015), scriitor, laureat al Premiului Nobel pentru Literatură în anul 1999
- Ingrid van Bergen (n. 1931), actriță germană
- Lech Wałęsa (n. 1943), lider sindical și activist pentru drepturile omului, președinte al Poloniei (1990-1995), laureat al Premiului Nobel pentru Pace în 1983
- Donald Tusk (n. 1957), premier al Poloniei, președinte al Consiliului European
- Paweł Adamowicz (1965-2019), primar al orașului Gdańsk

## Galerie de imagini

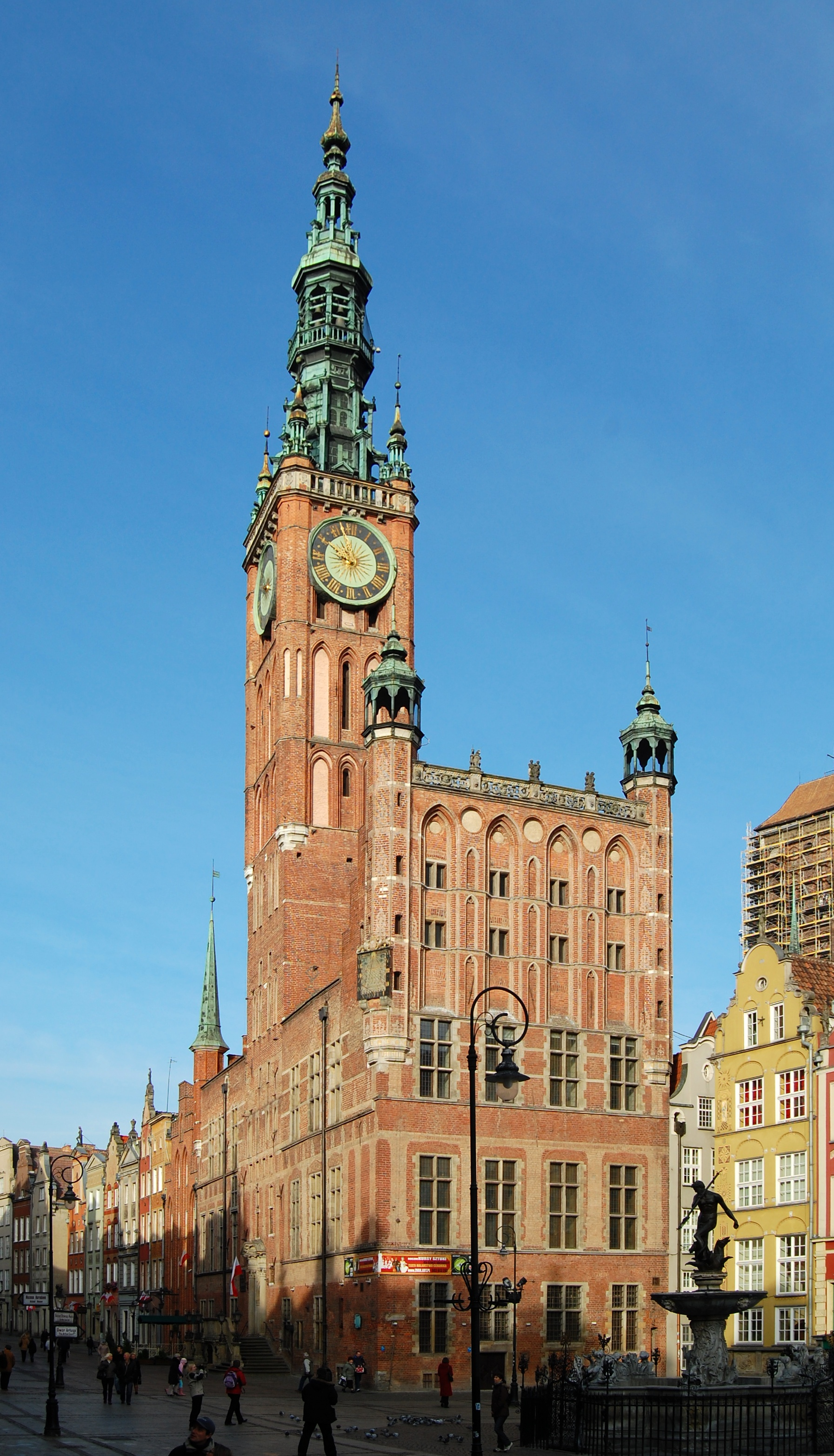
Turnul Primăriei
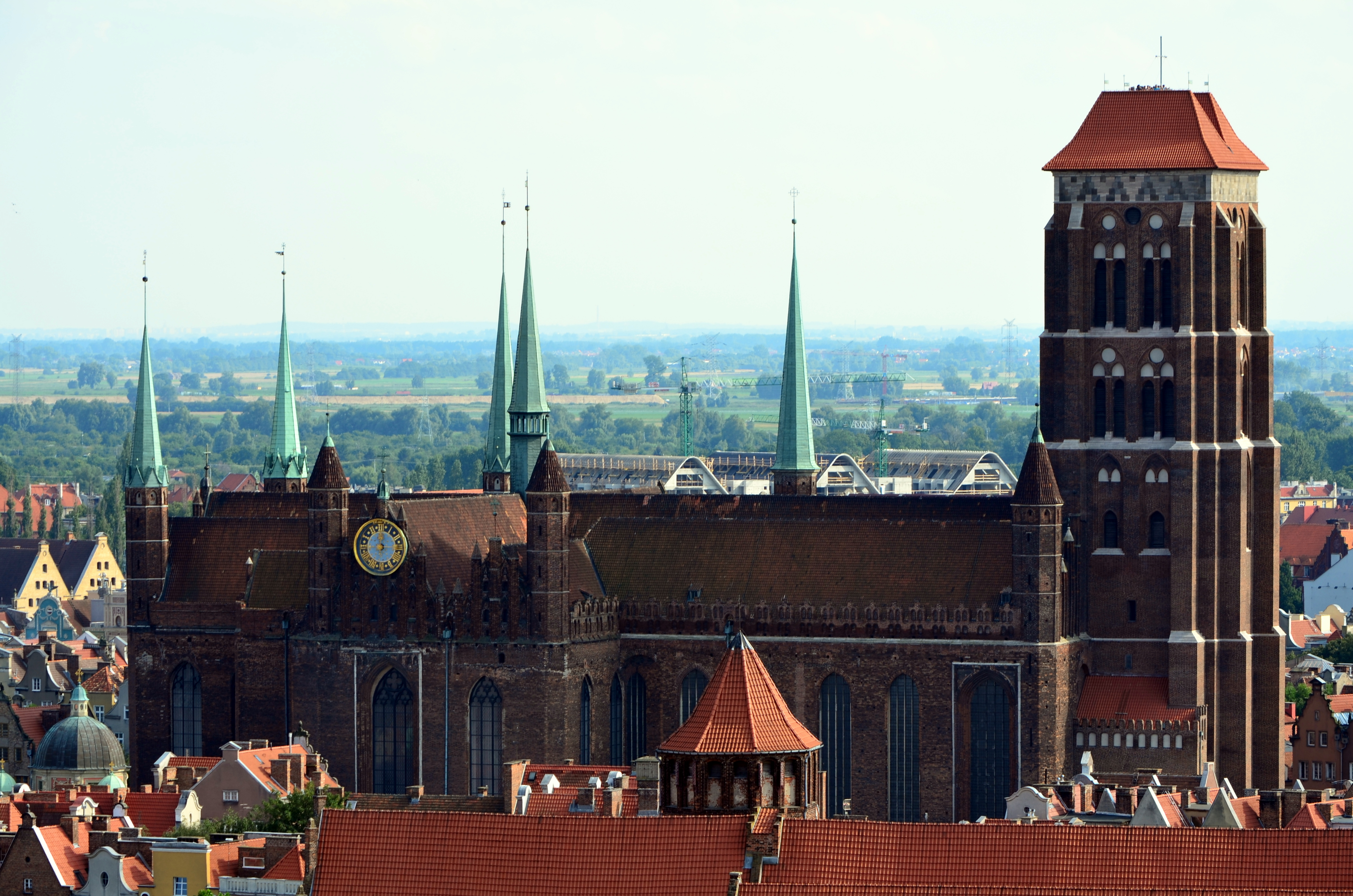
Bazilica Sfânta Maria
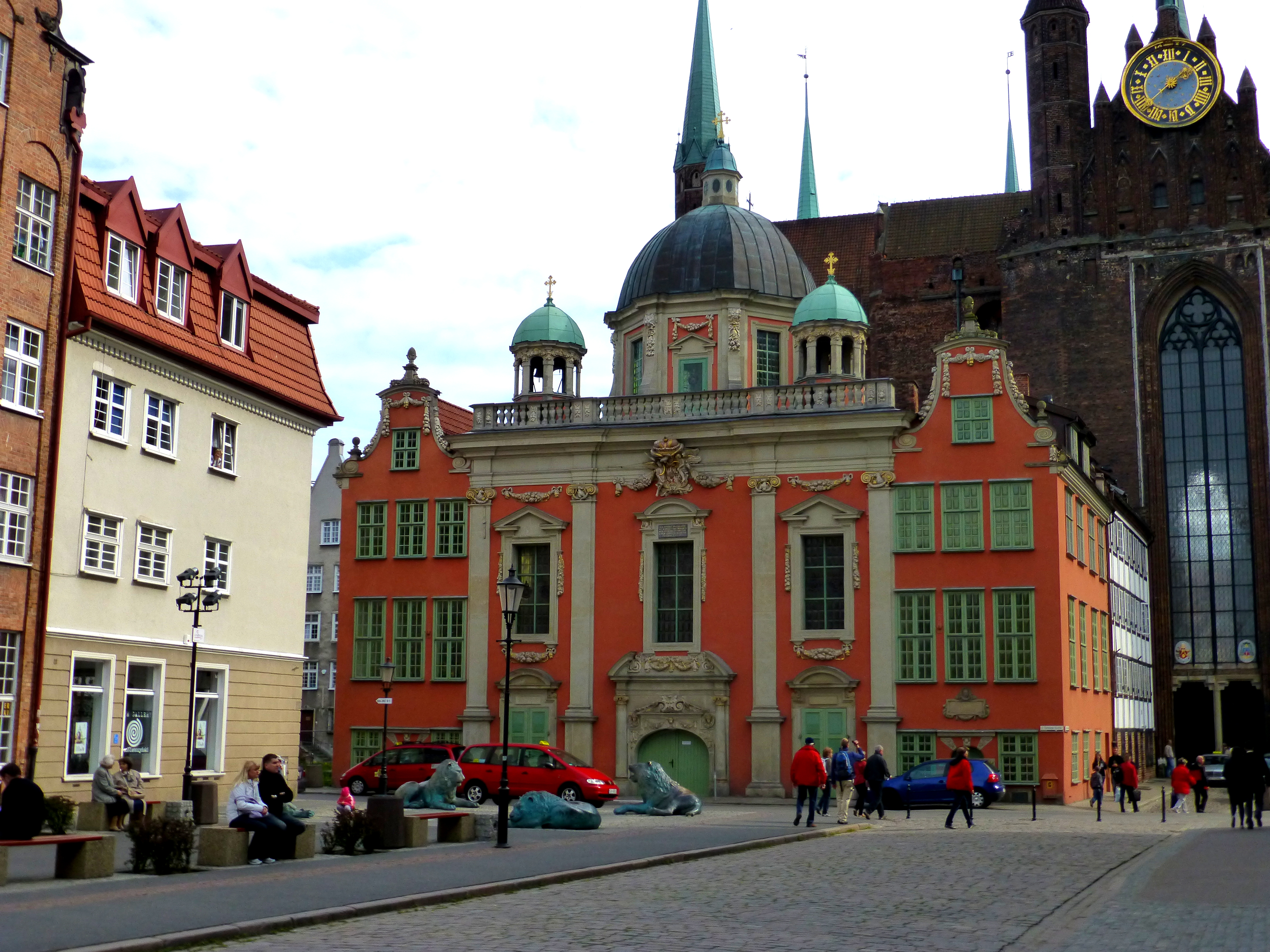
Capela Regală
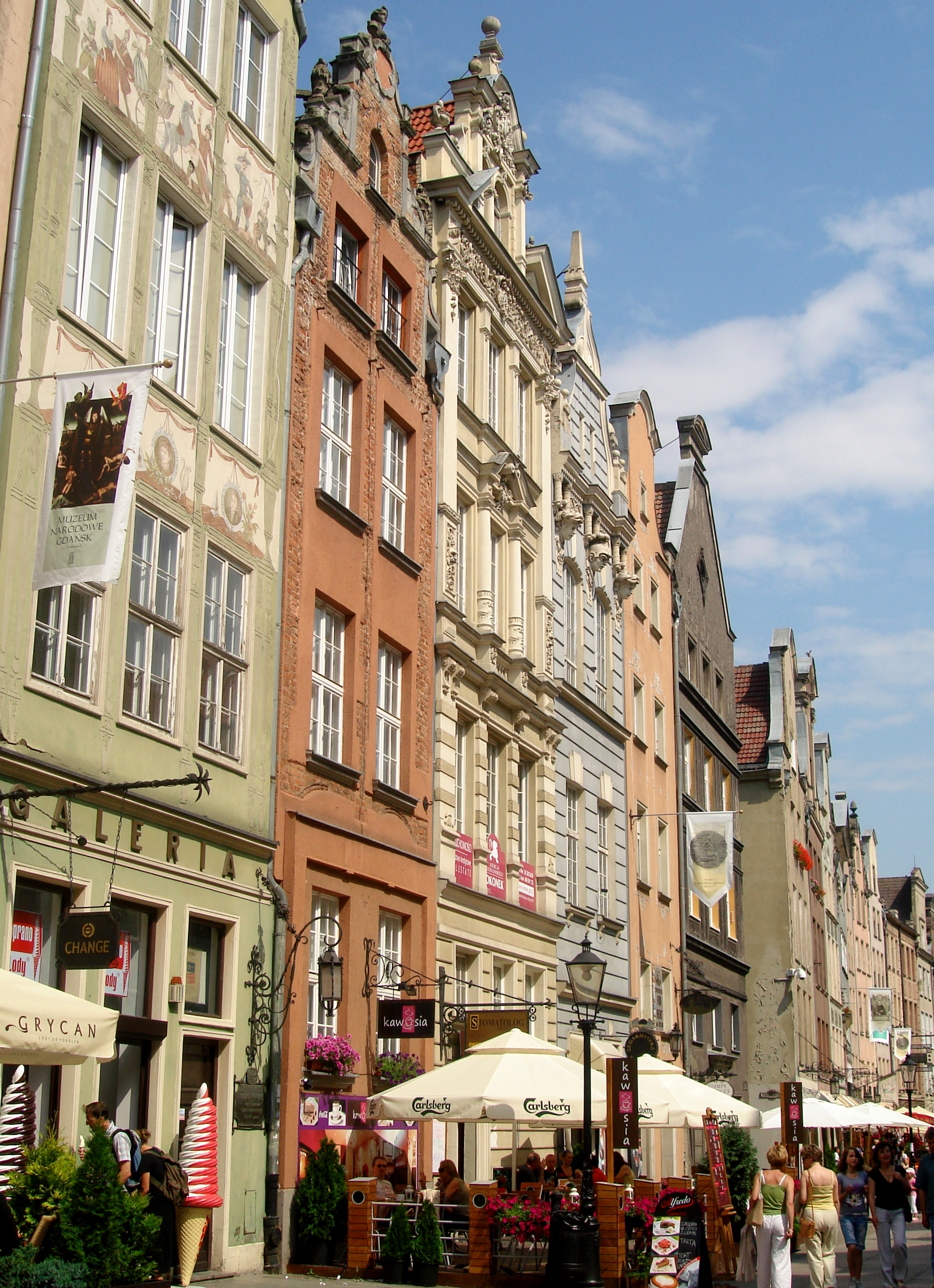
Strata Długa
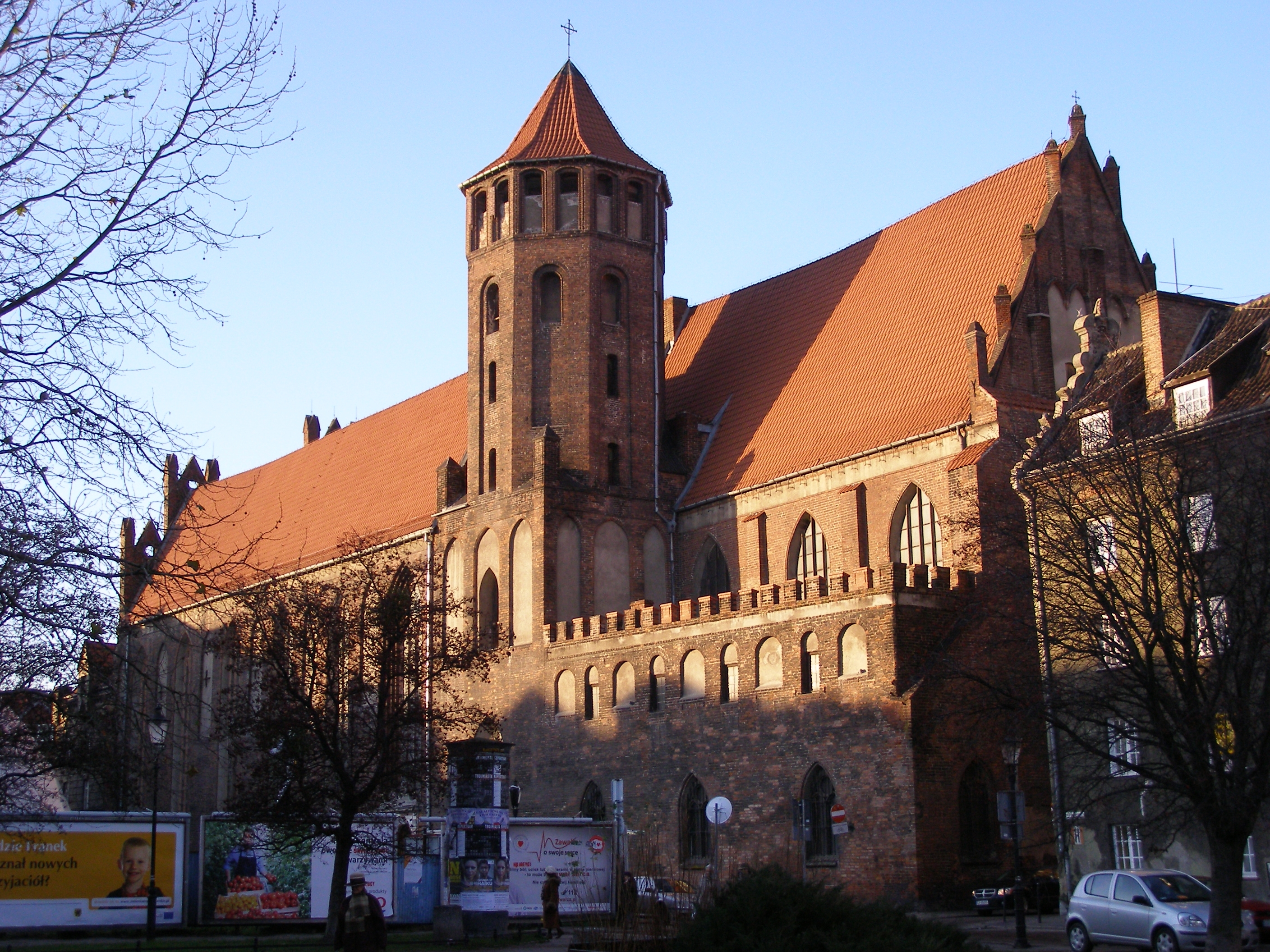
Biserica dominicană Sf. Nicolae
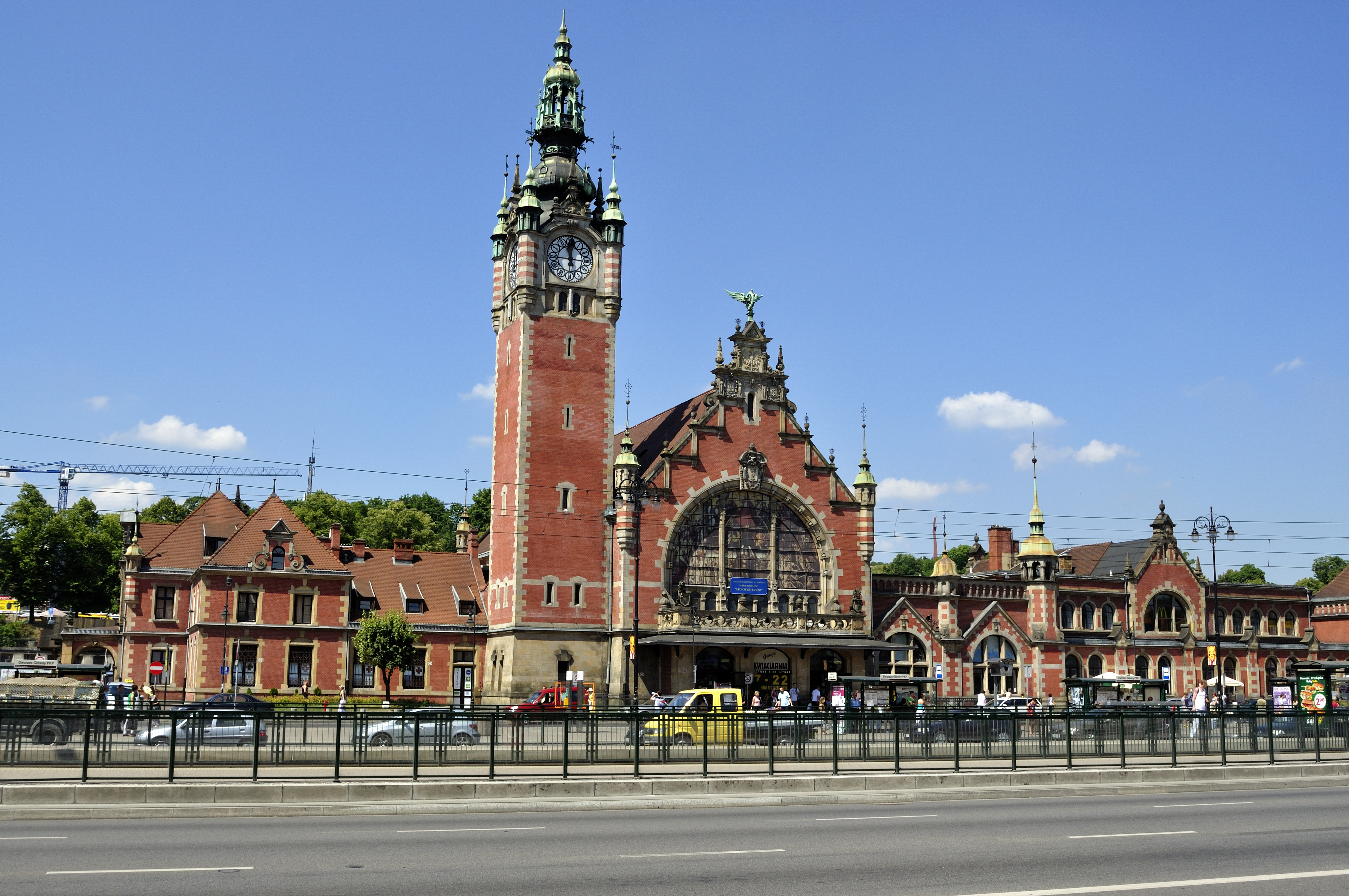
Gara centrală
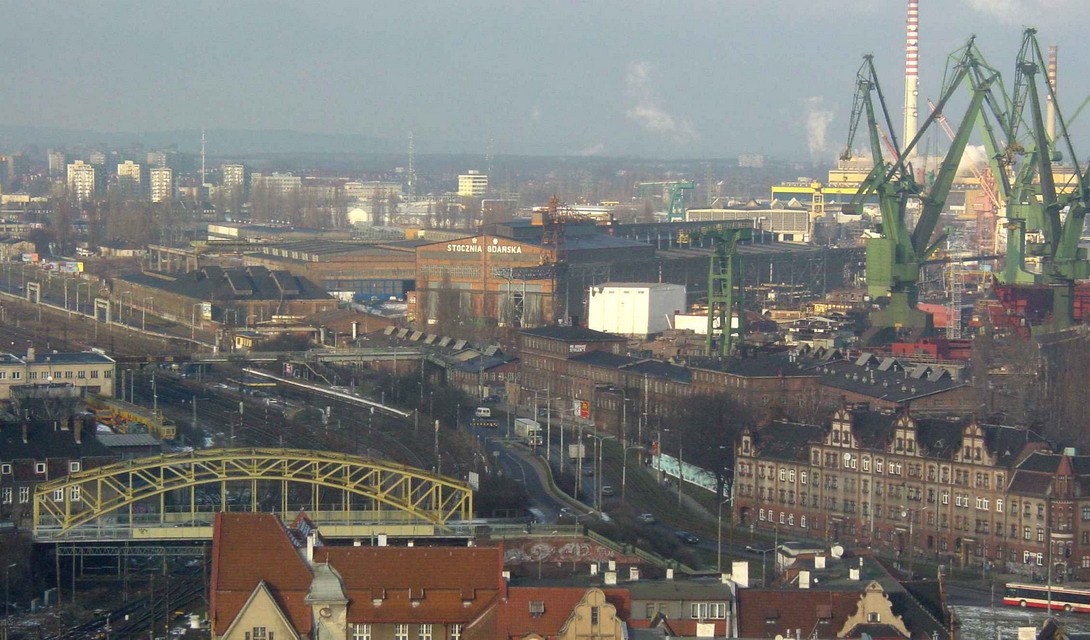
Șantierul Naval Gdańsk
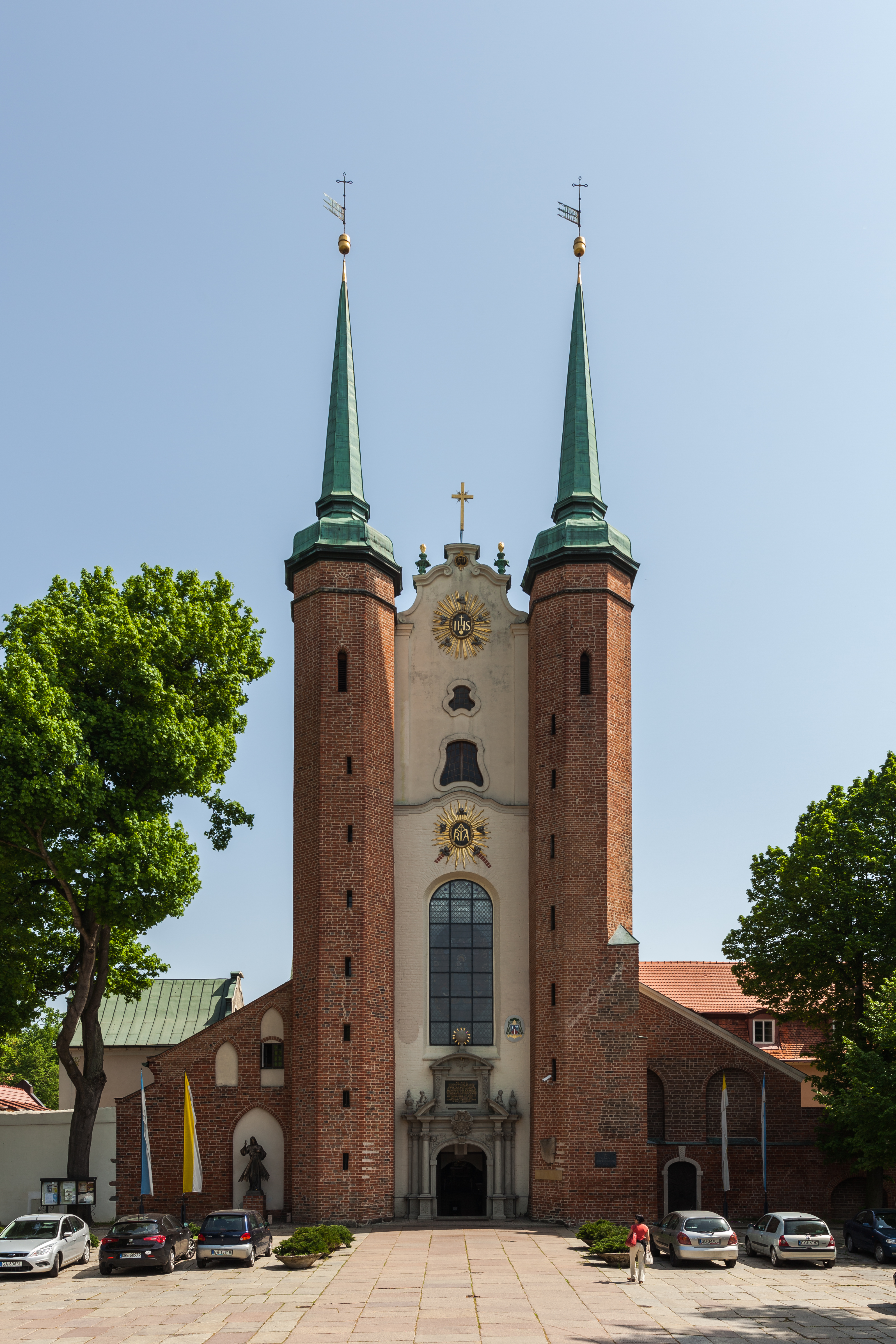
Catedrala din Oliwa
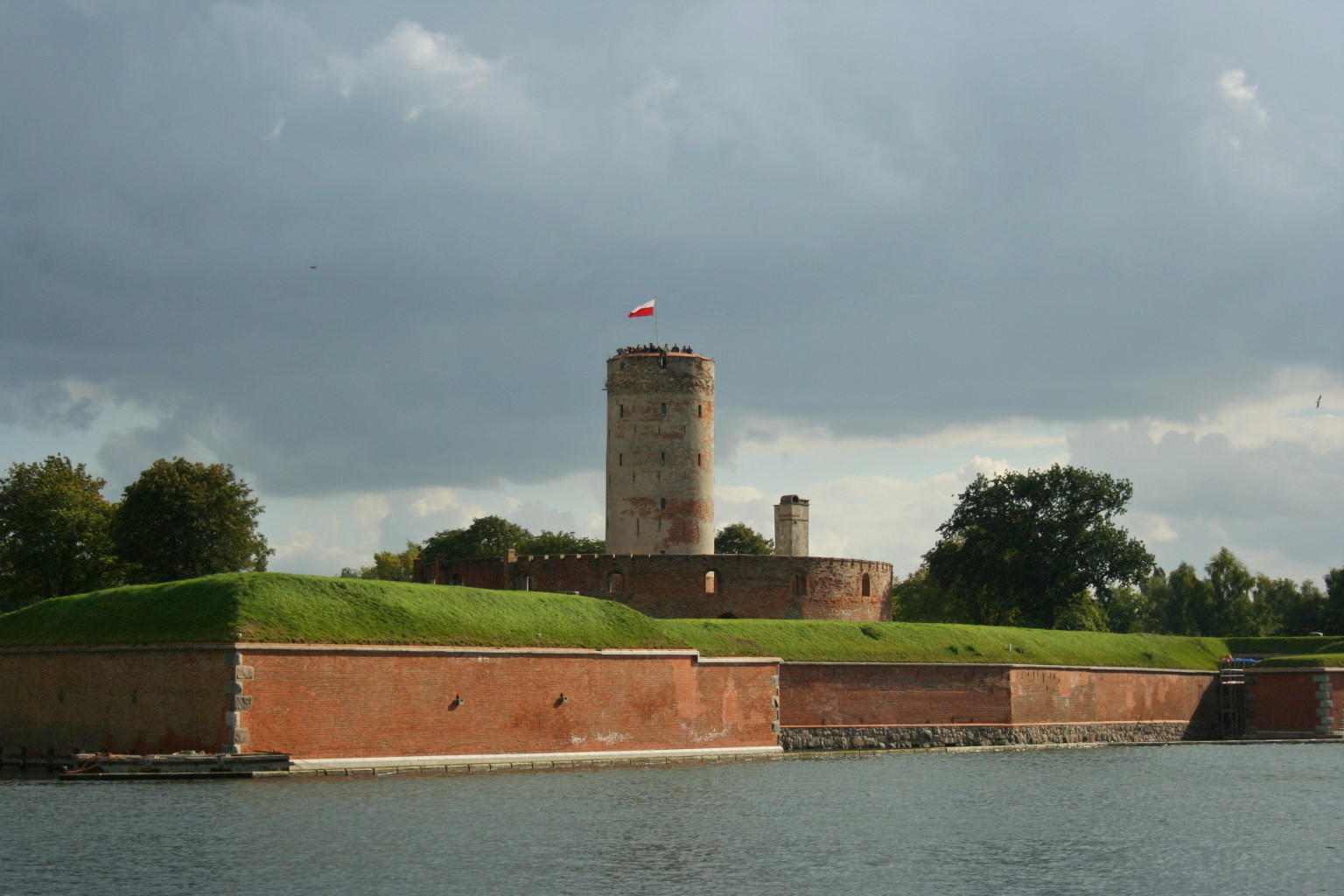
Fortăreața Wisłoujście